# هالة سرحان
هالة سرحان (1 سبتمبر 1952 -)، إعلامية وصحفية مصرية. تعمل حاليا كرئيس قطاع الإنتاج والتوزيع بشركة روتانا الدولية للصوتيات والمرئيات والمدير العام لاستوديوهات روتانا. كانت تقوم بتقديم برنامج ناس بوك على قناة روتانا مصرية ولكنها تركت القناة في 31 أكتوبر 2012.

## بداياتها
بدأت هالة سرحان كمذيعة في القسم العربي من إذاعة صوت أمريكا ثم عملت كمراسلة صحفية لجريدة الشرق الأوسط ومجلة سيدتي، ثم كصحفية في مجلة كلام الناس التي كان يملكها آنذاك زوجها السابق عماد الدين أديب.
و عملت أيضا كقارئة نشرة باللغة الإنجليزية من عام 1972 حتى عام 1976 في التلفزيون المصري.

## حياتها المهنية
عملت هالة سرحان أيضا مذيعة في التليفزيون المصري وقدمت عددًا من البرامج منها ترانزيت ومصر في عيون العالم وسيادة القانون ومن أرشيف السينما.
انضمت الدكتورة هالة سرحان إلى شبكة راديو وتليفزيون العرب في الفترة من عام 1993 حتى عام 1999 حينما كانت تبث من العاصمة الإيطالية روما. وكانت صاحبة برامج جماهيرية على الشاشة العربية ومنها برنامج يا هلا مع هالة سرحان وبرنامج الليلة مع هالة سرحان وبصراحة مع هالة سرحان التي قدمتها على قناة art المنوعات. وبعدها كانت قناة دريم محطتها وعملت بها من عام 2000 حتى عام 2003 نائباً لرئيس قناة دريم وبها قدمت برامج الهوا هوانا وهلا شو والحقيقة.
تمتلك هالة سرحان سجلّا صحفيا متميزا، حيث شغلت منصب رئيس تحرير مجلة سيداتي سادتي ومدير عام الشركة الإعلامية العربية للطباعة والنشر، ومدير عام المكتب الإعلامي لشبكة راديو وتليفزيون العرب ومقرر شعبة برامج المرأة والأسرة في راديو وتليفزيون العرب ونائب رئيس تحرير مجلة كل الناس وشريك في التأسيس والملكية، ونائب رئيس تحرير مجلة سيدتي.
عملت هالة سرحان مذيعة بإذاعة صوت أمريكا ومراسلة صحفية لمجلة سيدتي وهي جريدة الشرق الأوسط في واشنطن ومدرس بمعهد الفنون المسرحية وأكاديمية الفنون وعملت كأستاذ في معهد التذوق الفني في أكاديمية الفنون ومدرس في أكاديمية الفنون بالجيزة.
عملت في عدة مجلّات وقنوات فضائية مثل راديو وتلفزيون العرب في قناة art المنوعات حيث قدمت بها برامج حوارية جماهيرية مثل: برنامج «يا هلا»، ثم انتقلت إلى قناة دريم 2 التي رأستها وقدمت خلالها برنامج «في الممنوع» وهو برنامج سياسي كان من أوائل البرامج السياسية التليفزيونية الفضائية المستقلة على شاشة مصرية خاصة، وبرنامج «هالة شو» وهو برنامج ترفيهي. ثم انتقلت إلى قناة روتانا سينما التي كانت ترأسها وقدمت بها برنامج «السينما والناس» كما أسست كذلك قناة روتانا زمان وقدمت على شاشات روتانا 6 برامج تليفزيونية هي هالة شو وجانا الهوا والناس والصيف والسينما والصيف وخمس نجوم والهوا هوانا
انتقلت إلى المؤسسة اللبنانية للإرسال إل بي سي حيث قدمت بها برنامج «قناة خمس نجوم».
عادت إلى مصر بعد ثورة 25 يناير وقدمت برنامج جديد ناس بوك تناقش فيه قضايا سياسية وبالتركيز على موضوعات الثورة على قناة روتانا مصرية.
قامت هالة سرحان في عدد من برامجها التلفزيونية باستضافة عدد من الشخصيات السياسية المصرية والعربية، كما قامت بمناقشة عدد من القضايا التي اعتبرها البعض «تابوه» أو «من الصعب مناقشتها في فضائيات عربية»، ما جلب لها ثناء البعض وانتقاد البعض الآخر.

## كتبها
قامت هالة سرحان خلال مشوارها الإعلامي بكتابة عدة كتب من ضمنها:
- أكتب لكم من الحرملك
- المدام مرفوعة مؤقتا من الخدمة
- أحبك في المشمش.
- أمريكا خبط لزق.
- وقالت شهرزاد.

## النقد
تعرضت هالة سرحان لانتقادات وصلت إلى حد الهجوم والمحاكمة أمام القضاء في مصر، بعد قيامها في 2007 ببث حلقة من برنامج لها على قناة روتانا تناولت موضوع بائعات الهوى في مصر، حيث أثارت تلك الحلقة المحافظين لما وصفه بعضهم بـ"سمعة مصر". كما أنها اتهمت "بتزييف هذا الحدث" عن طريق تأجير الفتيات اللاتي ذكرت إحداهن في برنامج "90 دقيقة" على فضائية المحور المصرية "أنهن كن ضمن جمهور الفتيات في برنامج هالة شو"، وعرض عليهن أحد العاملين بفريق الإعداد أن يظهرن كفتيات ليل في البرنامج تحت أسماء مستعارة على أن يتم إخفاء ملامحهن تماما، فريق الإعداد لم يلتزم بهذه النقطة مما سبب حرجا للفتيات عندما تم تقديمهن كفتيات ليل أمام ملايين المشاهدين"، وبعد شهادة 22 شاهدًا من البرنامج في ذلك الوقت تم حفظ الملفات في النيابة، ما دفع هالة سرحان لمغادرة مصر حيث كانت تقيم في الولايات المتحدة وتتنقل منها إلى بيروت ودبي.
بعد ثورة 25 يناير، عادت هالة سرحان إلى مصر، بعد عودتها إلى مصر، قالت إن من وقف وراء خروجها من البلاد عام 2007 يقبع الآن خلف القضبان، رافضة توجيه اتهامات لأشخاص بعينهم.

## وصلات خارجية
- هالة سرحان على موقع الدهليز
- هالة سرحان على موقع قاعدة بيانات الأفلام العربية